# Baghdadi Mahmoudi
Pour les articles homonymes, voir Mahmoudi.
Baghdadi Ali al-Mahmoudi (arabe : البغدادي علي المحمودي), né en 1945, est un homme politique libyen.

## Biographie

### Carrière politique
Baghdadi Ali al-Mahmoudi a été, du 5 mars 2006 au 23 août 2011, le Secrétaire général du Comité populaire général (chef du gouvernement) de la Jamahiriya arabe libyenne, le régime dirigé par Mouammar Kadhafi. Il fut auparavant secrétaire à la Santé, puis vice-secrétaire du Comité populaire général de juin 2003 à mars 2006. Il est diplômé en médecine, spécialisé en obstétrique et en gynécologie.
Mahmoudi a dirigé des grands projets de développement de transports, et notamment de canaux et de lignes ferroviaires. Il est plus considéré comme un technocrate qu'un idéologue. Considéré comme un représentant de la « vieille garde » conservatrice du régime, il a contribué à faire obstacle à la ligne réformatrice défendue par Saïf al-Islam Kadhafi.
Baghdadi Mahmoudi demeure aux côtés du colonel Kadhafi pendant les bombardements de l'OTAN de 2011. Dès le début du soulèvement, il affirme le droit pour la Libye de « prendre toutes les mesures pour préserver l'unité du pays », face aux « plans bien précis, destructeurs et terroristes, qui visent à faire de la Libye une base pour le terrorisme ».

### Fuite et extradition
Lors de l'Offensive sur Tripoli par les rebelles, il quitte le territoire libyen. Réfugié en Tunisie, il y est arrêté pour entrée illégale du territoire et condamné à six mois de prison le 22 septembre 2011 ; il est finalement acquitté en appel la semaine suivante par la justice tunisienne.
Mahmoudi demeure néanmoins en détention en Tunisie dans l'attente d'une possible extradition, les autorités libyennes ayant émis un mandat d'arrêt à son encontre. Lui-même se déclare en 2011 « prêt à coopérer avec le Conseil de transition à condition qu'ils abandonnent leur demande d'extradition et les campagnes négatives contre [lui] », précisant n'avoir eu « aucun rôle militaire » sous le régime de Kadhafi,. Le 8 novembre 2011, la justice tunisienne se prononce en faveur de son extradition vers la Libye. Le président tunisien, en l'absence de garanties sur un procès équitable, ne donne pas son aval à la remise de Madhmoudi aux autorités libyennes, mais le gouvernement tunisien prend la position opposée et autorise l'extradition de l'ancien chef du gouvernement libyen. Le 24 juin 2012, ce dernier arrive en Libye où il est placé en détention,.
En 2015, il est condamné à mort.

### Libération
Le 20 juillet 2019, il est libéré pour raisons de santé.